# فرایتلاینر-دایملر مکزیک
فرایتلاینر-دایملر مکزیک (انگلیسی: Freightliner-Daimler México) شرکت خودروسازی مکزیکی آلمانی است، که در سال ۲۰۰۹ تأسیس شد.